# Jim Brewer (Musiker)
James Brewer, besser bekannt als Jim Brewer (* 3. Oktober 1920 in Brookhaven, Mississippi; † 3. Juni 1988 in Chicago, Illinois) war ein einflussreicher afroamerikanischer Bluessänger und -gitarrist. Oft wurde er "Blind Jim Brewer" genannt – ein Zusatz, der zwar bei Bluesmusikern durchaus nicht unüblich ist, den er jedoch für sich selbst nie akzeptiert hat ("My mother didn’t name me ‘Blind’, she named me ‘Jim’".)
Geboren in Brookhaven, Mississippi, zog er wie viele seiner Landsleute in den 1940er Jahren nach Chicago und verbrachte den Rest seines Lebens damit, hier (hauptsächlich in der Maxwell Street) als umherziehender Straßenmusiker mit Blues- und Gospel-Musik sein Geld zu verdienen. Seit dem Folk- und Blues-Revival der 1960er Jahre spielte er daneben häufig auch auf Blues- und Folk-Festivals.
Seine Musik ist der Nachwelt auf diversen Schallplattensamplern sowie auf zwei eigenen Alben überliefert. Er trat in insgesamt vier Dokumentarfilmen auf:
- Mike Sheas "And This Is Free" (1964)
- "Blues Like Showers Of Rain" (1970)
- "Big City Blues" (1980)
- "Maxwell Street Alive (1981)

Jim Brewer starb im Alter von 67 Jahren in Chicago, Illinois.